# しろちどり (練習船)
しろちどり（しろちどり）は、三重県が所有する練習船。三重県立水産高等学校の実習に使用されている。本項目では、2000年3月に竣工し就航中の船を取り扱う。

## 概要
453トンの先代の代船として2000年3月22日に竣工した。
本船はカツオの一本釣りの漁業実習、航海や機関の実習、海洋観測や海洋生物の調査と研究を行う。

## 設計
- カツオの一本釣り漁船の船型である。
- 船首側は、左舷側が通路、右舷側が作業エリアとなっており、いわゆる左右非対称である[5]。

## 特徴
- 船体に大きく Mie と描かれている[5]。
- 5級海技士(航海、機関)養成に使用されており、専攻科では3級海技士の取得を目標としている[7][10][11]。
- 三重県所有の船舶であるが2015年3月に三重県漁業無線局が閉局したため、静岡県漁業無線局所属となった。
- 実習で釣りあげた漁獲物は、静岡県の焼津漁港で水揚げすることがほとんどである。

## 略歴
- 1932年（昭和7年）8月5日- 初代三重丸竣工 鋼船95.06トン[7]
- 1948年（昭和23年）5月22日- 2代目三重丸竣工[7]
- 1954年（昭和29年）11月20日- 三重丸竣工 187トン[7]
- 1957年（昭和32年）4月25日- 大勢丸竣工 579トン 三重県立大学、三重県水産試験場と共同で使用[7]
- 1975年（昭和50年）11月20日- 初代竣工 389トン[7]
- 1987年（昭和62年）12月18日- 2代目竣工 453トン[7]
- 2000年（平成12年）3月22日- 3代目竣工 499トン[1]
- 2024年（令和6年）3月19日- 4代目竣工予定 570トン

## エピソード
- 船名の「しろちどり」は三重県の 県の鳥。
- 2008年に、日本の船位通報制度(JASREP)に協力した功績により海上保安庁より最優秀通報船舶として表彰を受けた[12]。
- パラオに寄港する事があり、姉妹校であるパラオ高校と交流している[13]。
- 2012年5月3日から25日の航海でのカツオとビンナガマグロの漁獲は合わせて約11.6トンだった[14]。
- カツオやマグロの解体ショーや販売会が開催される事がある[15]。
- 横浜港に立ち寄る事があり、本州でも本船は撮影可能[5]。
- 2022年現在、本船は水産・海洋系高校の現役実習船としては最古の船となっている。これに伴い三重県は代船建造を決定、2023年度末の竣工（570トンクラス）を目指すとのことである。

## 画像

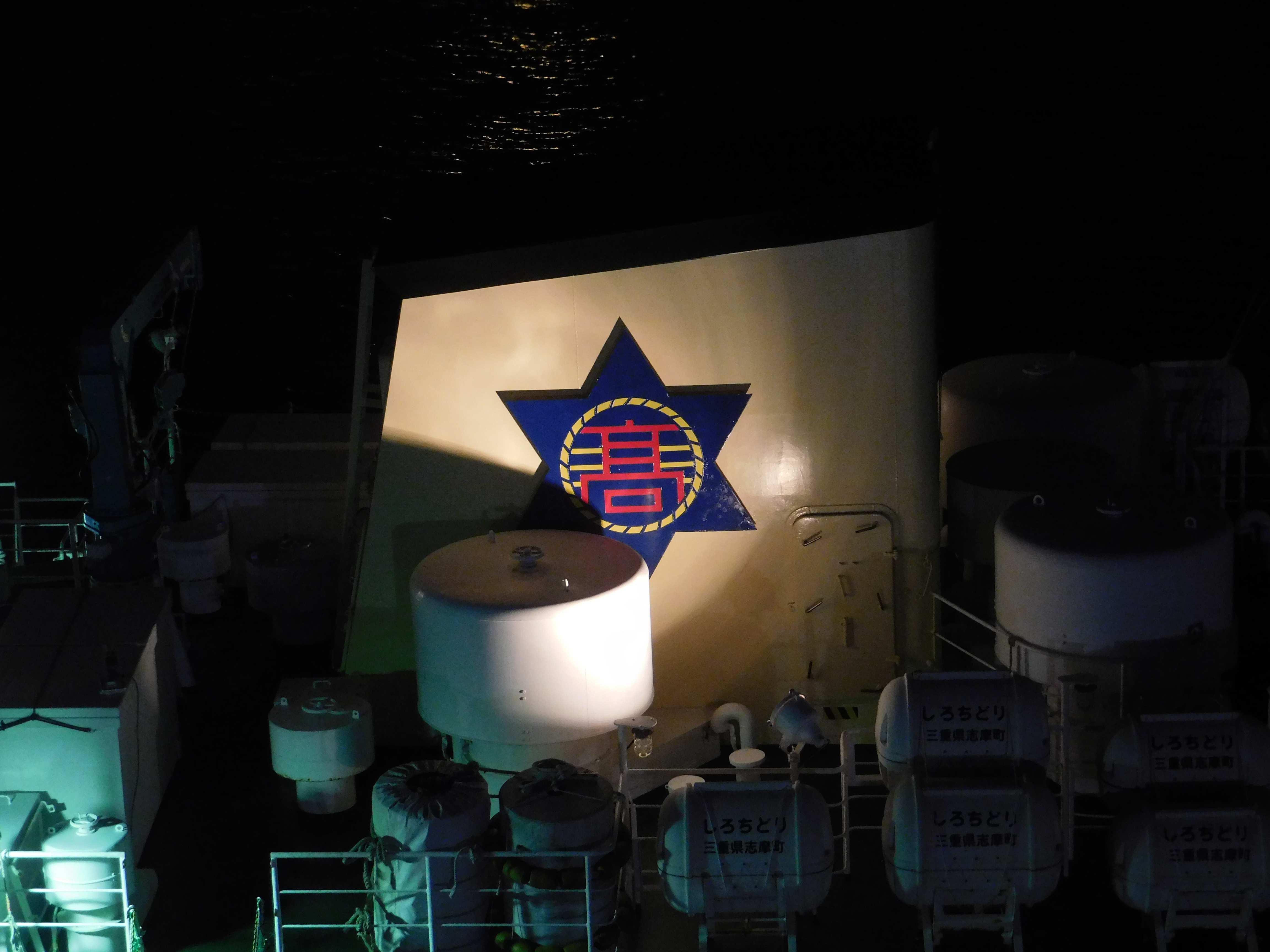
三重県立水産高等学校の練習船しろちどり 煙突マーク
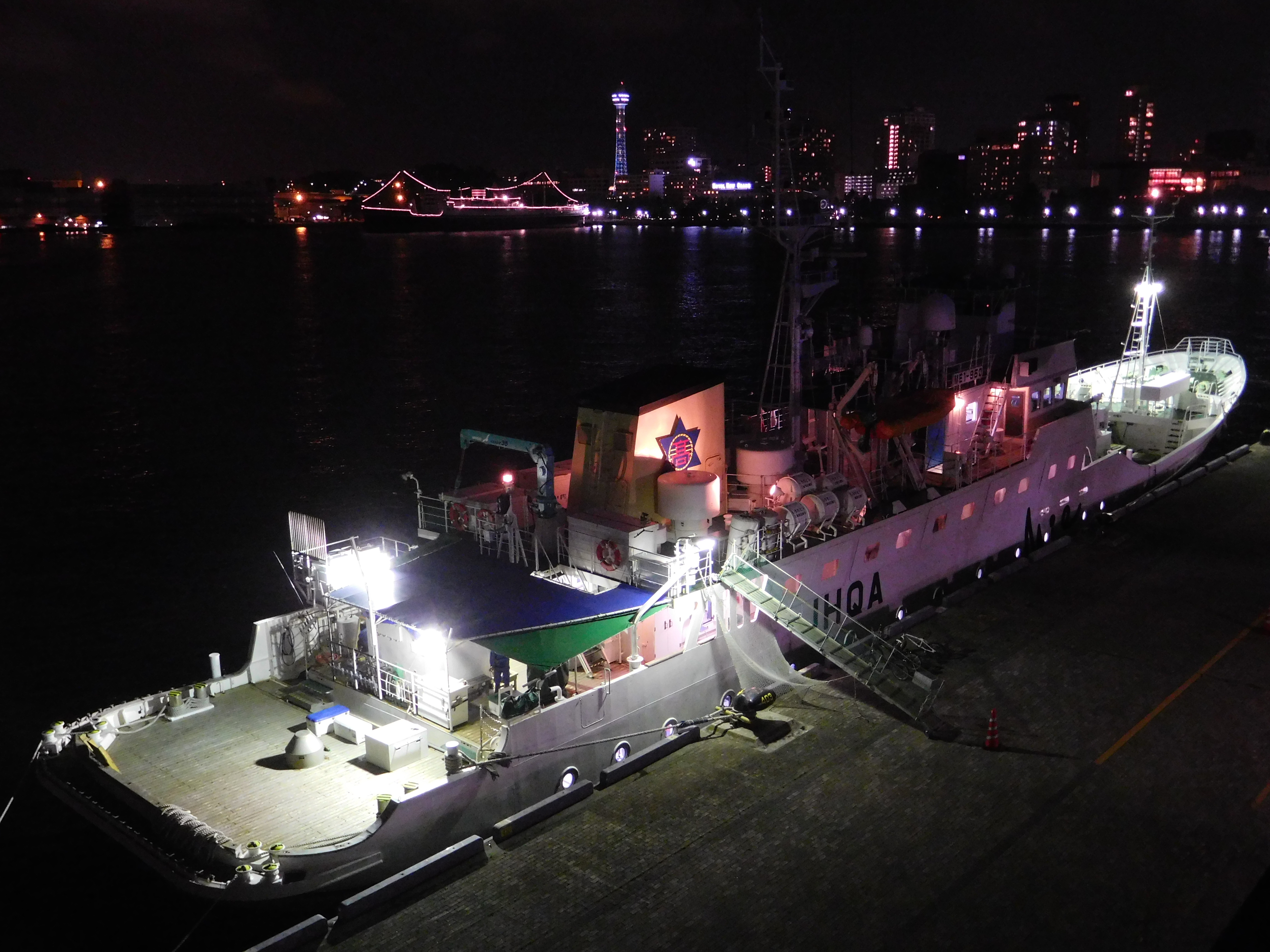
三重県立水産高等学校の練習船しろちどり 横浜港・大さん橋にて後ろから
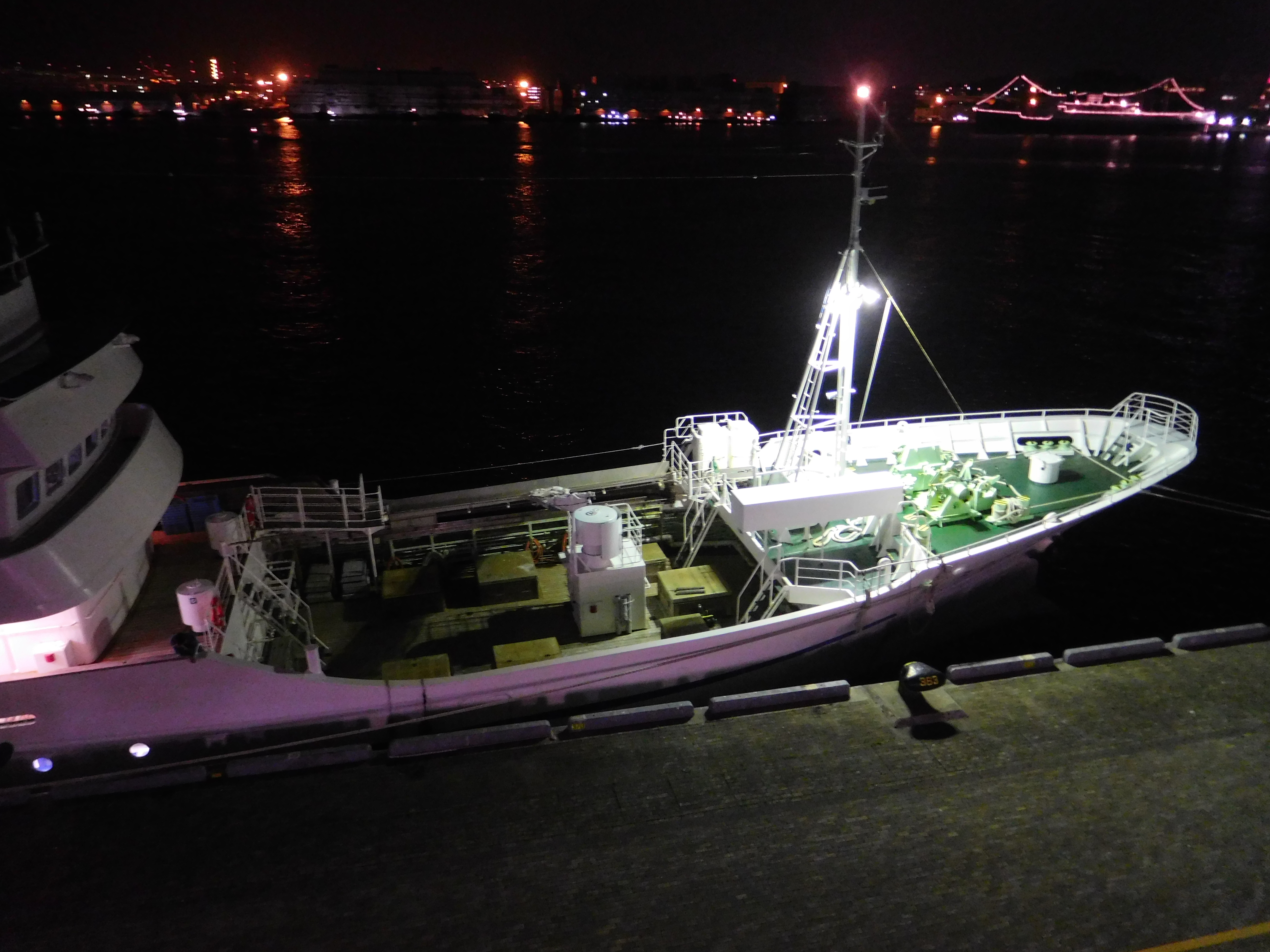
三重県立水産高等学校の練習船しろちどり 船首の作業エリア
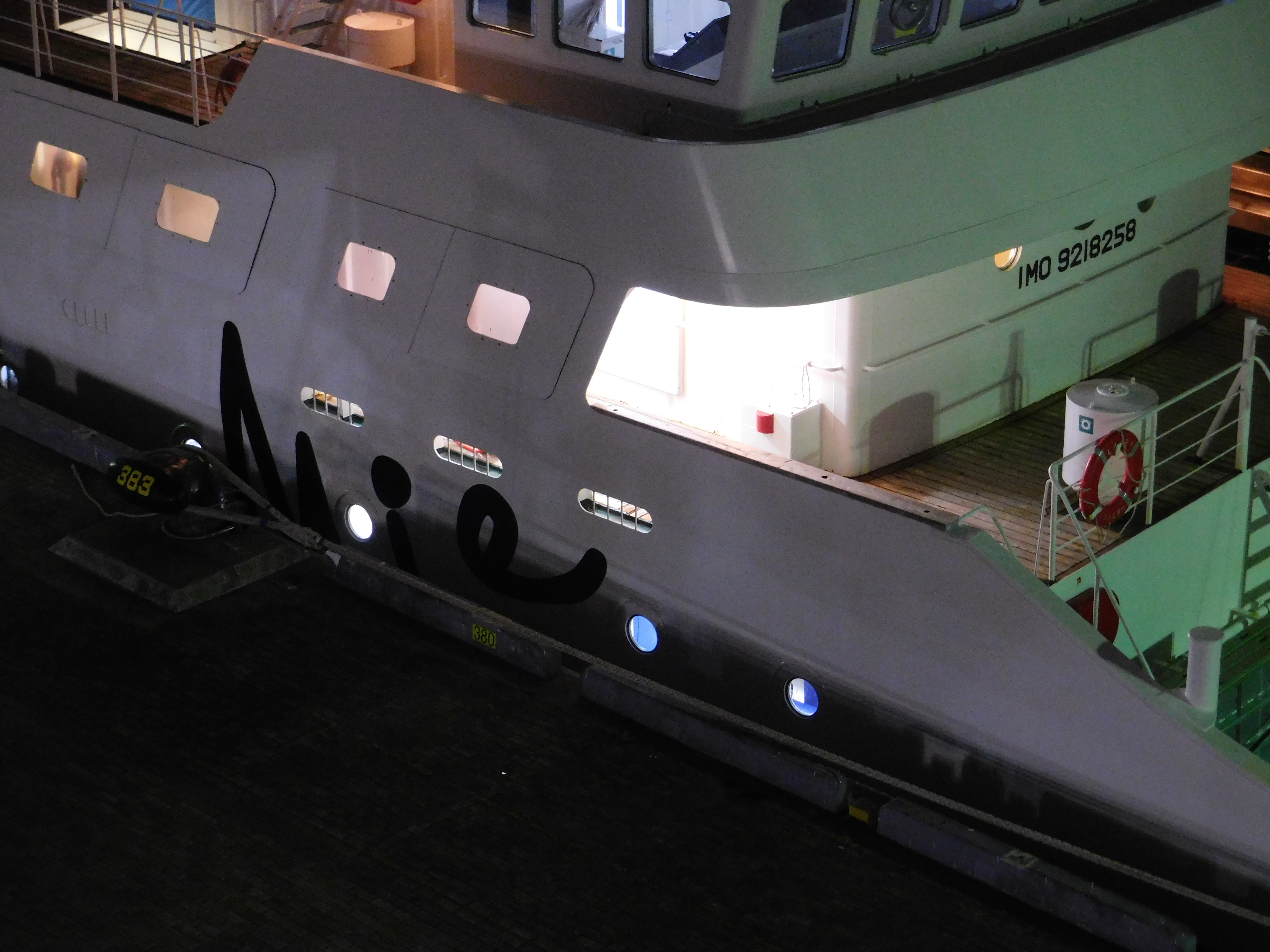
三重県立水産高等学校の練習船しろちどり 船体にMieが描かれている
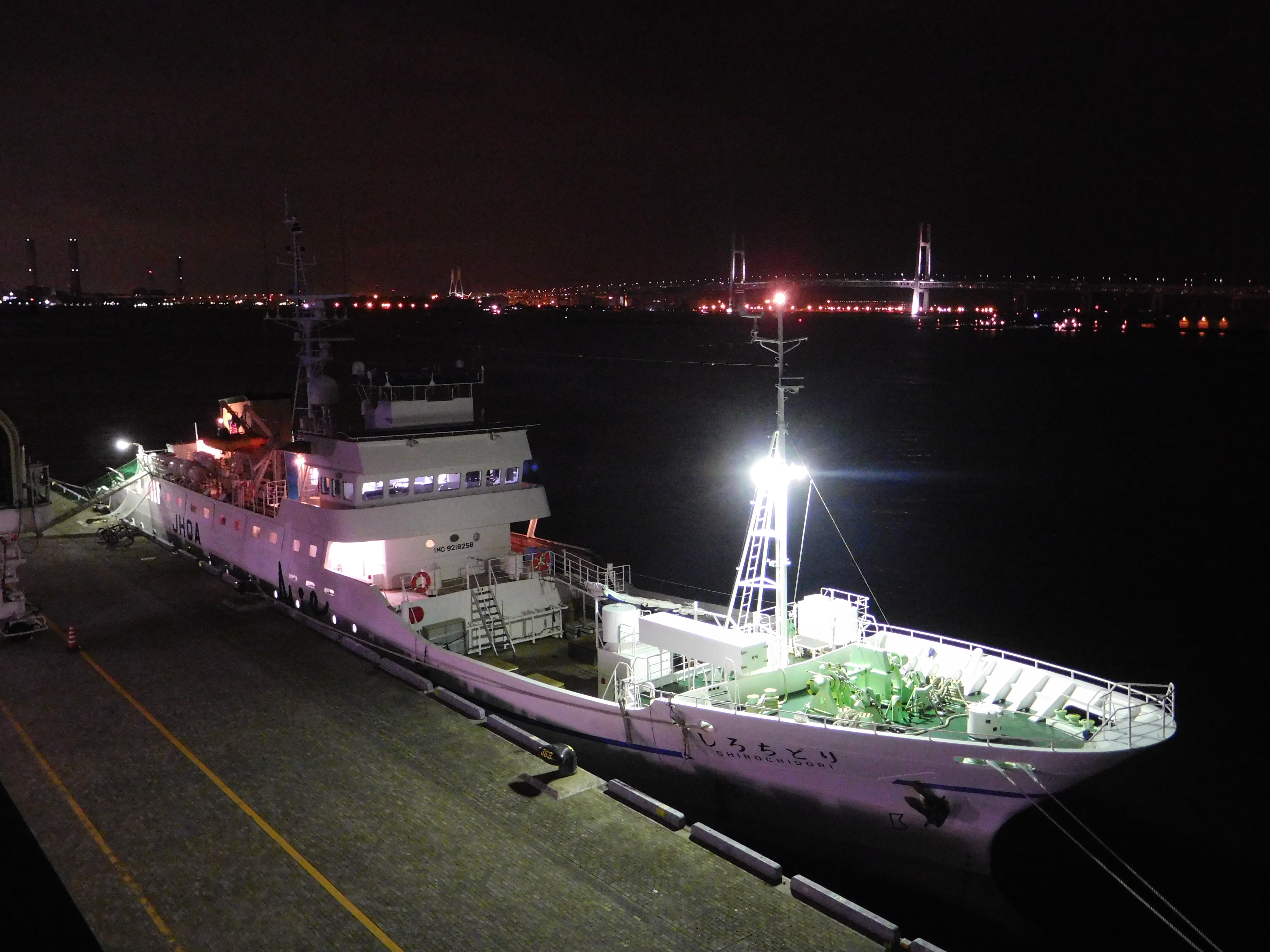
三重県立水産高等学校の練習船しろちどり 横浜港・大さん橋にて
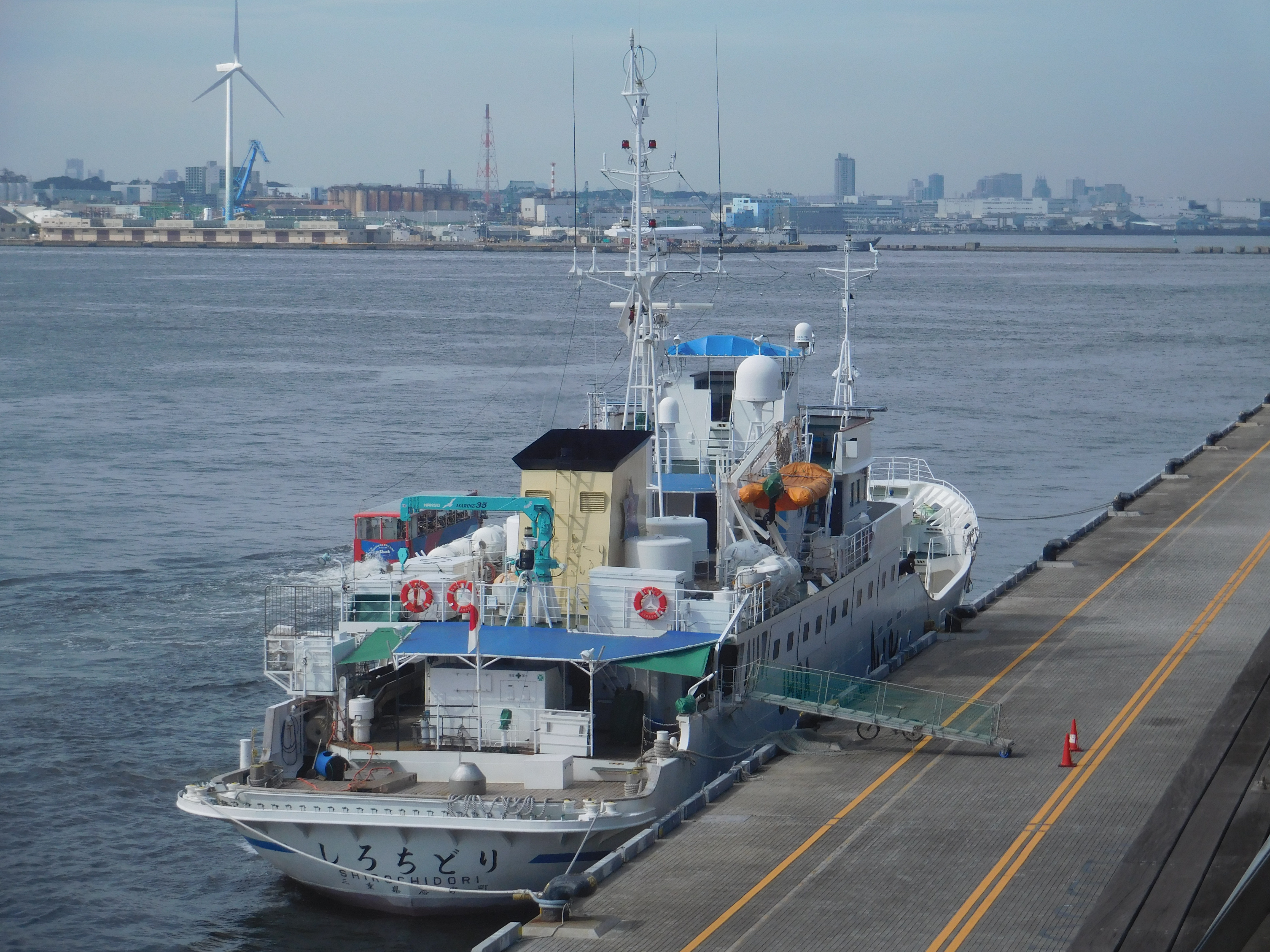
三重県立水産高等学校の実習船しろちどり、大さん橋にて後ろから
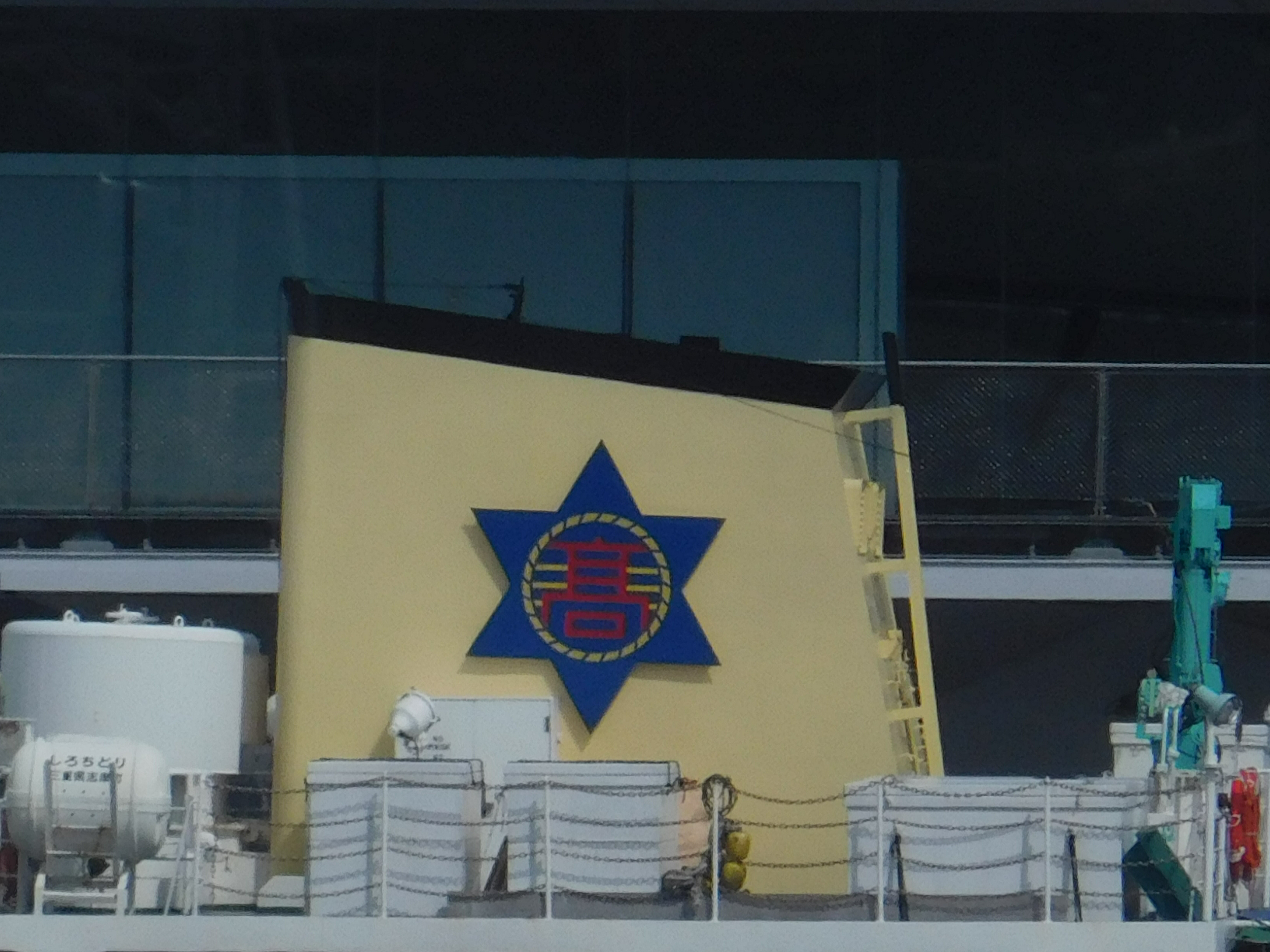
三重県立水産高等学校の実習船しろちどりの煙突
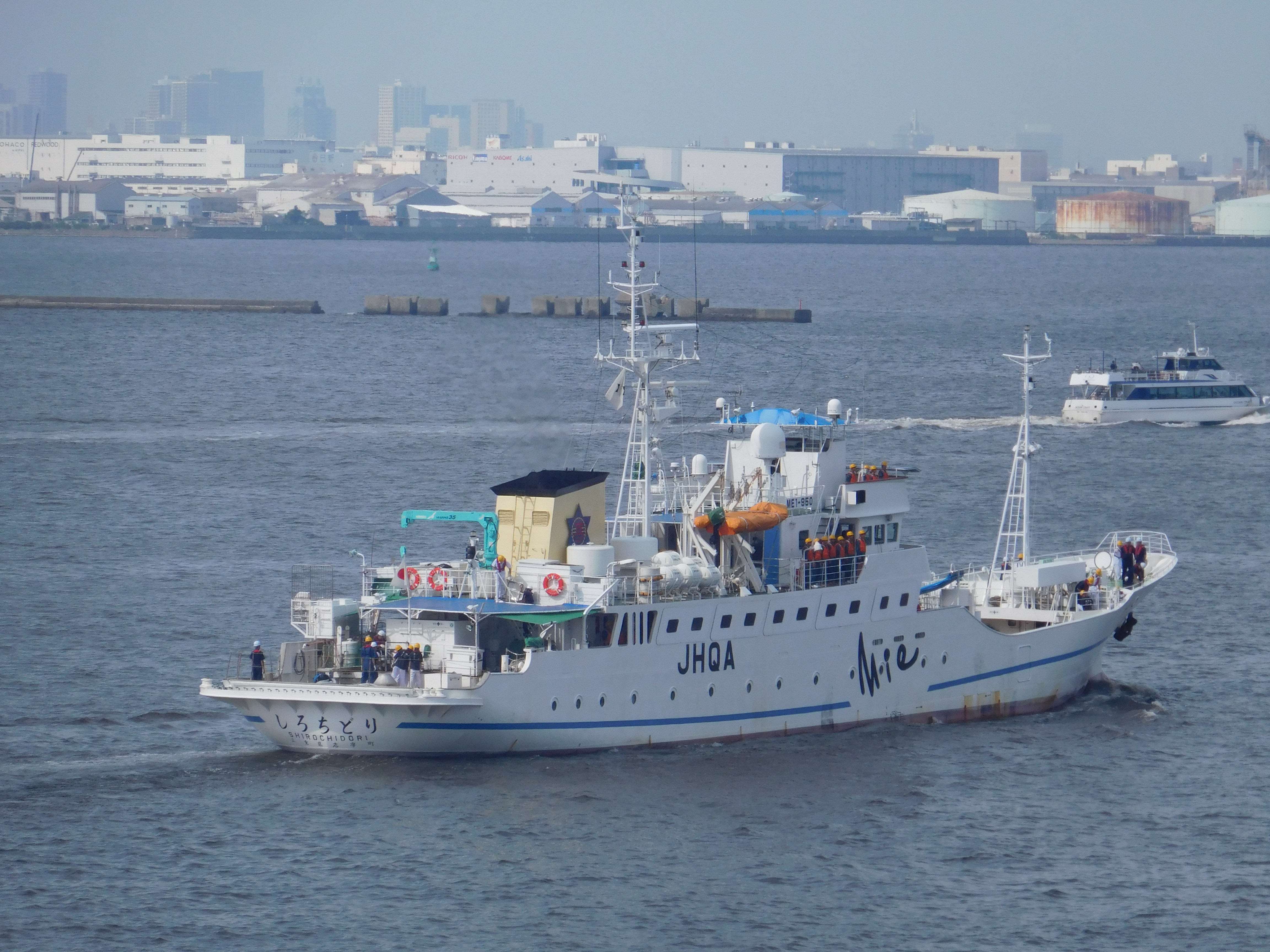
三重県立水産高等学校の実習船しろちどりの後ろ姿
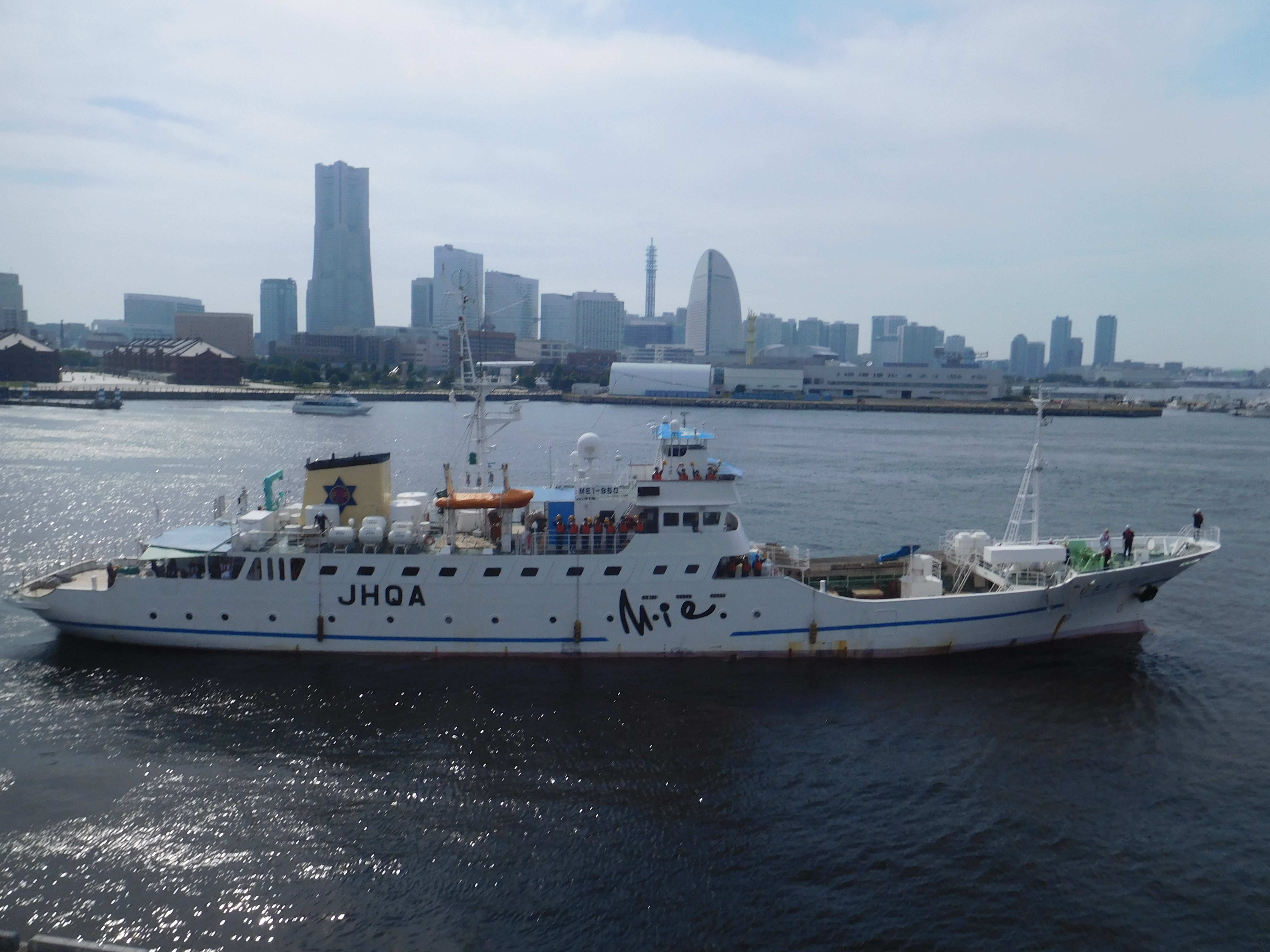
三重県立水産高等学校の実習船しろちどりが横浜港を出港
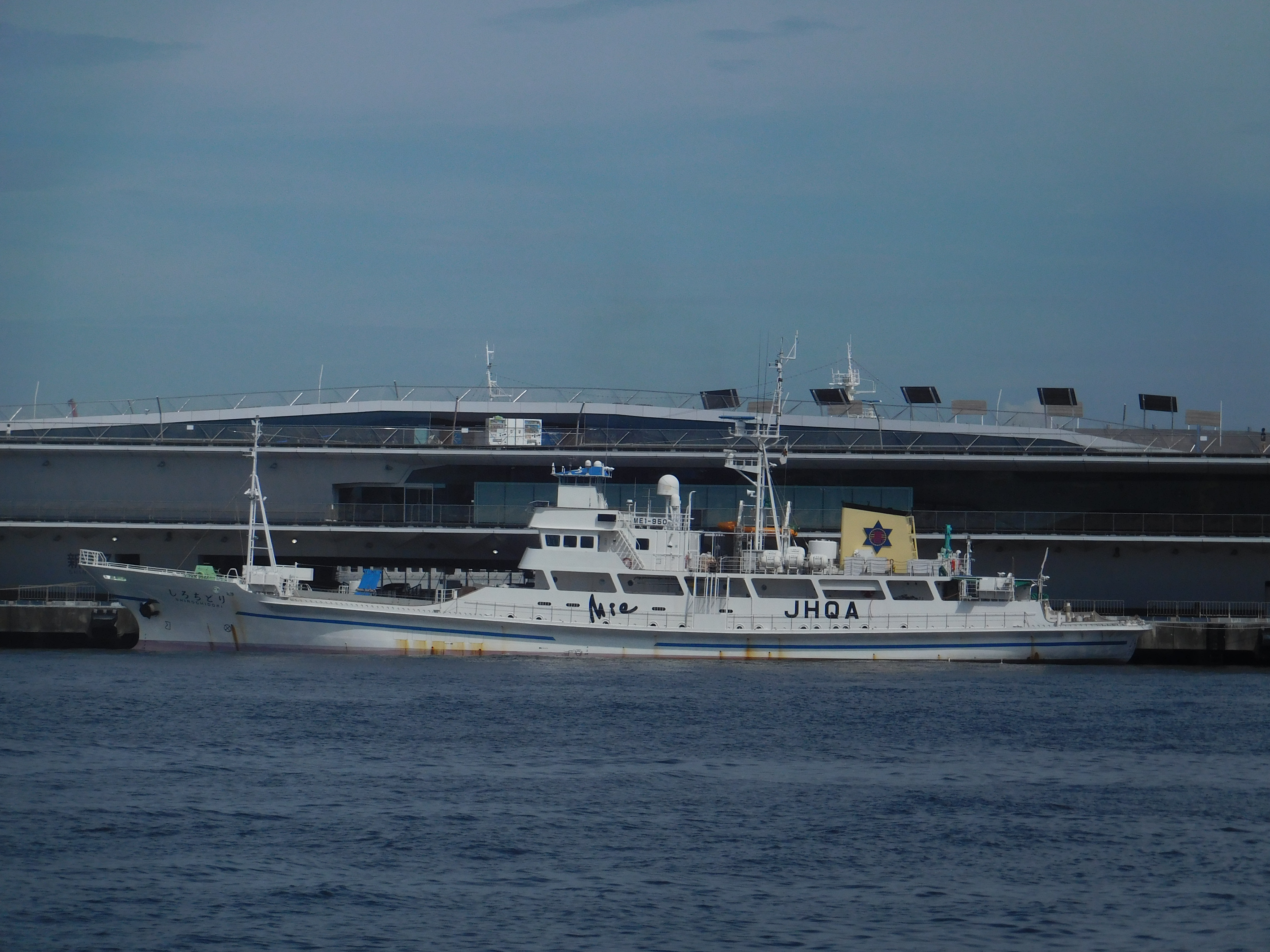
三重県立水産高等学校の実習船しろちどり、横から（横浜港・大さん橋に着岸中）